# Tony Stratton-Smith
Tony Stratton-Smith (født 11. august 1933 i Wolverhampton – død 19. marts 1987 på kanaløen Jersey) var en engelsk musikmanager og iværksætter. Han grundlagde det London-baserede pladeselskab Charisma Records i 1969 og ledede rockgrupper som the Nice, Van der Graaf Generator og Genesis.

## Karriere
Stratton-Smith blev født under navnet Anthony Mills Smith i Birmingham-forstaden Wolverhampton, England. Han begyndte sin karriere som sportsjournalist, hvor han hovedsageligt rapporterede om fodbold for aviserne Daily Sketch og Daily Express. Under sit arbejde på Daily Sketch ændrede Anthony (Tony) Smith i 1954 sit navn til "Tony Stratton-Smith" (sommetider skrevet uden bindestreg), for at undgå forveksling med en anden journalist ved navn Tony Stevens. I de senere år blev han kendt som "Strat", især blandt sine medarbejdere i musikbranchen.
På Daily Express, fik Stratton-Smith i 1958 til opgave at dække fodboldkampen mellem Manchester United og Røde Stjerne Beograd (Europacuppen) i det daværende Jugoslavien, men blev vraget, da deres chefkorrespondent Henry Rose besluttede at indtage Stratton-Smiths plads og rejse i stedet. Flyet, der skulle bringe holdet, officials og presse tilbage, blev imidlertid involveret i München-ulykken, og Rose var én af de omkomne i flykatastrofen.
Musikalsk begyndte Stratton-Smith senere at vise interesse for The Beatles, især pga. deres musikmanager Brian Epstein, og besluttede sig efterfølgende for at gå ind i musikbranchen. Et af de tidligste bands han blev manager for, var det Liverpool-baserede The Koobas, som han overtog efter Epstein.. Fra 1968 efterfulgte han Andrew Loog Oldham som manager for The Nice, og i sin frustration over Oldhams Immediate Records besluttede han at danne sit eget pladeselskab.
Senere managerkontrakter inkluderede Bonzo Dog Doo-Dah Band og Van der Graaf Generator. I 1969 skrev han kontrakt med det (på det tidspunkt) progressive rockband Genesis og udgav bandets 2. album Trespass (1970). Genesis blev senere pladeselskabets mest kommercielt succesfulde gruppe. Stratton-Smith udgav flere plader med komikerteamet Monty Python og hjalp med at finansiere filmen Monty Python og de skøre riddere (1975). Han indspillede også musik med den tidligere Bonzo-frontmand Vivian Stanshall og finansierede Stanshalls film Sir Henry at Rawlinson End (1980), og krediteredes efterfølgende som dens producer. Andre vigtige kunstnere, som Stratton-Smith var tæt forbundet med, omfattede Atomic Rooster, Audience, Brand X, Phil Collins, Peter Gabriel, Steve Hackett, Peter Hammill, Lindisfarne, Julian Lennon, Robert John Godfrey, String Driven Thing og Rare Bird. Ifølge Hackett gik Tony Stratton-Smith dog glip af muligheden for at skrive kontrakt med Queen, hvis demoer ellers var blevet indsendt til hans selskab Charisma. Gail Colson arbejdede sammen med ham på pladeselskabet, som labelmanager og fælles administrerende direktør, men hun forlod Charisma for at danne sit eget musikfirma i slutningen af 1970'erne og kom blandt andet til efterfølgende at styre Gabriels og Hammills solokarrierer.
I USA blev Charisma Records-indspilninger ofte udliciteret til andre pladeselskaber som ABC Records (herunder datterselskaberne Dunhill Records og Probe Records), Elektra Records, Buddah Records, Atlantic Records, Mercury Records og Arista Records. Pladeselskabet blev til sidst solgt til Virgin Records i 1983, som genaktiverede Charisma-navnet med et nyt logo i en kort periode i slutningen af 1980'erne. En stor del af af Charisma-kataloget ejes nu af EMI.
"Strat", som han blev kaldt af sine venner, var kendt for sin sans for humor og flair for forfremmelse. Humoren blev ofte afspejlet i reklamemateriale og pladeselskabskunst. Med et øre for det usædvanlige og med et kreativt talent gjorde han Charisma succesfuld, især i de tidlige år. Selvom det normalt var kendt som "Charisma Records", promoverede selskabet sig også under navnet "The Famous Charisma Label".

## Privatliv og død
Stratton-Smith, der ifølge flere kilder i musikmiljøet var homoseksuel, døde af bugspytkirtelkræft den 19. marts 1987 i en alder af 53 år. Der blev afholdt en mindehøjtidelighed for ham i St. Martin-in-the-Fields, London.
Marillion's album Clutching at Straws (udgivet kort efter hans død i 1987) blev dedikeret til ham i albumnoterne. Sangen "Time to Burn" af Peter Hammill fra 1988 er (citat, eng.) "something of a goodbye to Tony Stratton-Smith", og bandet 3, bestående af Keith Emerson, Carl Palmer og Robert Berry, dedikerede ligeledes i 1988 det afsluttende nummer "On My Way Home", fra deres eneste album To the Power of Three, til Stratton-Smith. Også Steve Hackett gav en dedikation til den afdøde manager med nummeret "Concert For Munich" fra sit album Momentum.